# Hugh McDowell
Hugh McDowell (Londra, 31 luglio 1953 – Londra, 6 novembre 2018) è stato un violoncellista britannico celebre per la sua militanza nella Electric Light Orchestra e per la sua attività di sessionman.

## Biografia

### Gli esordi
McDowell ha iniziato a suonare il violoncello all'età di quattro anni e mezzo; all'età di 10 vinse una borsa di studio alla Yehudi Menuhin School. Successivamente ha frequentato il Kingsway College of Further Education, il Royal College of Music e la Guildhall School of Music and Drama. Ha suonato con la London Youth Symphony Orchestra, la London Schools Symphony Orchestra, fino al 1974, quando è entrato nella Electric Light Orchestra, in sostituzione di Wilf Gibson.

### La Electric Light Orchestra
Rimase con il gruppo fino a quando Jeff Lynne non rimosse gli archi dalla formazione. McDowell è apparso in video promozionali per l'album Discovery, nonostante non avesse suonato nel disco. Si è esibito con la Electric Light Orchestra II nel 1991.

### Gli anni successivi
Per un breve periodo, intorno al 1982, è stato membro dei Radio Stars e ha registrato con il gruppo il singolo "My Mother Said". Successivamente, ha lavorato all'album di Simon Apple del 2004 River to the Sea, all'album di Saint Etienne del 2005 Tales from Turnpike House, all'album di Wetton Downes del 2005 Icon, ed è apparso come artista ospite nell'album di Port Mahadia del 2007 Echoes in time. Ha anche suonato il violoncello nell'album degli Asia del 2008 Phoenix, in "An Extraordinary Life" e "I Will Remember You".

## Discografia

### Solista
- Dreamscape, 2006
- The Gatering Light, 2010
- Musi and Proud, 2011

### Con la Electric Light Orchestra
- 1974 - Eldorado
- 1975 - Face the Music
- 1976 - A New World Record
- 1977 - Out of the Blue

### Con gli Asia
- 2008 - Phoenix

### Collaborazioni (parziale)
- John Wetton, The Studio Recording Antology
- Kiki Dee, Kiki Dee
- Blackwaterstreet, Moon Mirror Sun Song
- Simon Apple, River to the Sea